# Міхаїл Лотман
Міхаїл Лотман (ест. Mihhail Lotman; *2 вересня 1952, Ленінград) — естонський дослідник літератури та політик, син Юрія Лотмана та Зари Мінтс.
Сфера досліджень Михайла Лотмана включає загальну семіотику та семіотику культури, а також теорію текстів та історію російської літератури. Лотман був членом правління Російської Культурної Спілки в Естонії з 1988 до 1994 року. Лотман є професором семіотики та теорії літератури у Талліннському університеті а також членом дослідної групи з семіотики у Тартуському університеті.
Михаїл Лотман був нагороджений Медаллю за Заслуги Білої Зірки 2 січня 2001 року. Останніми роками, Лотман був активним у політичному житті, працюючи членом Рійгікогу від консервативної партії «Res Publica Party».
В 2010 році Лотман захистив роман Софі Оксанен «Чистка» від її опонентів в Естонії.
у 2022 році підтримав Україну у війні з росією. Написав знакові, критичні тексти щодо творчості Пушкіна та Бродського на українську тему.
"Певец Империи на фоне Бучи. Путинская война и Иосиф Бродский" https://www.svoboda.org/a/pevets-imperii-na-fone-buchi-putinskaya-voyna-i-iosif-brodskiy/32069841.html
"Мобилизация и деградация. Михаил Лотман – о русском протесте" https://www.svoboda.org/a/mobilizatsiya-i-degradatsiya-mihail-lotman---o-russkom-proteste/32053028.html

## Зовнішні посилання
- Домашня сторінка Міхаїла Лотмана [Архівовано 6 вересня 2015 у Wayback Machine.]
- Сторінка на сайті Тартуського університету [Архівовано 4 березня 2016 у Wayback Machine.]
- Естонський Дослідницький портал
- Список публікацій [Архівовано 6 січня 2007 у Wayback Machine.]